# Makropinosom
Ein Makropinosom ist ein Zellorganell, das in Eukaryoten vorübergehend während der Makropinozytose gebildet wird.

## Eigenschaften
Makropinosomen sind flüssigkeitsgefüllte Vesikel, die während der Makropinozytose (einer Form der Endozytose) von der Zellmembran eingestülpt werden.
Eine Apoptose-unabhängige Form des Zelltods mit übermäßiger Bildung von Makropinosomen wird als Methuosis bezeichnet.
Das Ebolavirus, Vacciniavirus, Adenovirus, manche Picornaviren und das humane Herpesvirus 8 verwenden Makropinosom-ähnliche Vesikel für den Zelleintritt. Das von EHEC gebildete Shiga-Toxin, Salmonellen und Legionella pneumophila sowie einige Protozoen werden über Makropinosomen in Zellen aufgenommen.